# Kensuke Ushio
Kensuke Ushio (japanisch 牛尾 憲輔 Ushio Kensuke, * 1. März 1983 in Tokio) ist ein japanischer Komponist, Rock- und EBM-Musiker.

## Karriere
Ushio lernte bereits in der Vorschule Klavier zu spielen. An der Universität studierte er Kunst und Musik. Auch erlernte er den Umgang mit der Audioeditor-Software Pro Tools. Im Alter von 20 Jahren kam Ushio erstmals mit der elektronischen Musik, speziell dem Techno in Berührung.
Ushio begann seine musikalische Solokarriere im Jahr 2007 und spielt seit Anbeginn unter dem Pseudonym agraph. elektronische Musik. Im Dezember des Jahres 2008 erschien sein Debütalbum A Day, Phases, dass von Takkyu Ishino produziert wurde; zwei Jahre darauf folgte mit Equal das zweite Album, welches auf Platz 110 in den Albumcharts einstieg. Im November 2016 erschien mit The Shader sein drittes Album, das ebenfalls eine Notierung in den Charts erreichte.
Im Jahr 2011 gründete Ushio mit mehreren ehemaligen Mitgliedern der J-Rock-Bands Supercar und Number Girl die Rockband LAMA, mit der er zwei vollwertige Studioalben veröffentlichte.
Ushio arbeitet zudem als Komponist für Filmmusik und erarbeitete die Musik für diverse Animeserien und -filme, wie etwa Ping Pong, Space Dandy, A Silent Voice, Devilman Crybaby, Liz und ein Blauer Vogel und Boogiepop.

## Diskografie

### Mit LAMA
- 2011: New! (Album, Ki/oon Music)
- 2012: Modanica (Album, Ki/oon Music)

### Solo
- 2008: A Day, Phase (Album, Kuan Music)
- 2010: Equal (Album, Kuan Music)
- 2016: The Shader (Album, Beat Recordings)

### Film- und Serienmusik
- 2014: Space Dandy
- 2014: Ping Pong
- 2016: A Silent Voice (A Shape of Light)
- 2018: Sanî/32
- 2018: Devilman Crybaby
- 2018: Liz und ein Blauer Vogel (Girls, Dance, Staircase)
- 2018: Boogiepop
- 2020: Japan Sinks: 2020
- 2021: Words Bubble Up Like Soda Pop
- 2021: The Heike Story
- 2022: Chainsaw Man
- 2023: Make My Day
- 2023: The Dangers in My Heart
- 2023: Heavenly Delusion
- 2024: Dandadan
- 2024: Kimi no Iro